# Inkhundla Motjane
L'Inkhundla Motjane è uno dei quattordici tinkhundla del distretto di Hhohho, nell'eSwatini.

## Geografia antropica

### Suddivisioni amministrative
L'Inkhundla è suddiviso nei 7 seguenti imiphakatsi: Ekupheleni, Esigangeni, Luhlendlweni, Mantabeni, Motjane, Mpolonjeni, Sipocosini.